# Labeotropheus trewavasae
Pour les articles homonymes, voir M'Buna.
Espèce
Statut de conservation UICN

 LC  : Préoccupation mineure
Labeotropheus trewavasae est une espèce de poissons d'eau douce de la famille des Cichlidae endémique du lac Malawi en Afrique. Ce cichlidé fait partie des espèces dites « Mbuna » (ou « M'buna ») ou « poisson brouteurs d'algues du lac Malawi ».

## Description
Labeotropheus trewavasae mesure jusqu'à 117 mm de longueur totale pour les mâles. La lèvre supérieure est proéminente et munie de fines dents destinées au raclage des algues sur les roches. Les femelles sont de coloration grise/orange à "OB" (orange blotch) - "blotch" = pour désigner des taches mal définies et réparties de manière aléatoire sur le corps - suivant les populations.

### Alimentation
Cette espèce est principalement végétarienne et se nourrit dans son milieu de la couverture biologique qui recouvre le substrat l'« aufwuchs » ou périphyton.

## Aquariophilie

### Reproduction
En aquarium, la reproduction est assez facile mais l'élevage des jeunes plus malaisé. L'incubation est buccale, la femelle prête à pondre laisse apparaître une papille génitale blanche. Un jeune va mettre une année entière pour être en âge de se reproduire.

## Croisement, hybridation, sélection
Il est impératif de maintenir cette espèce seule ou en compagnie de poissons originaires du lac Malawi mais n'appartenant pas au genre Labeotropheus et ce pour éviter tout croisement. Le commerce aquariophile a également vu apparaitre un grand nombre de spécimens provenant d'Asie notamment et aux couleurs variées ou albinos, dues à la sélection, à l'hybridation ou autres procédés.

### Variétés géographiques

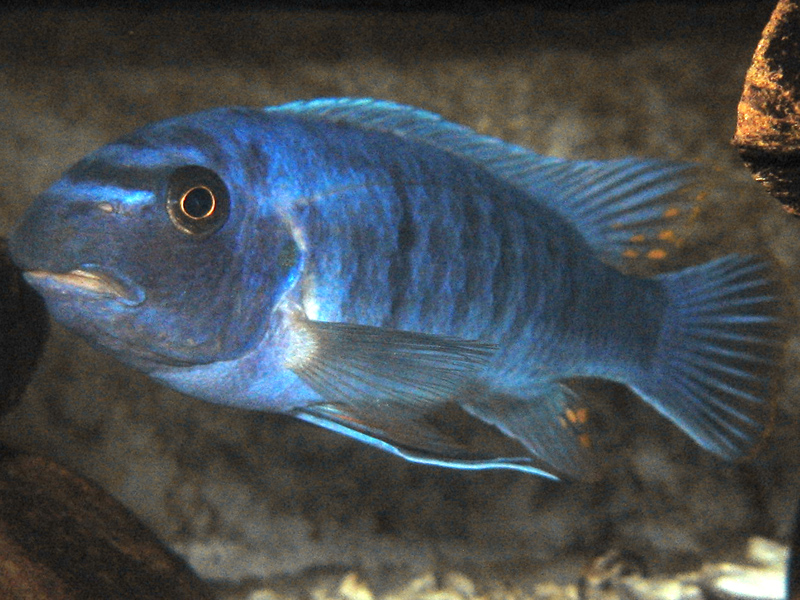
Spécimen tout bleu en aquarium.

Liste non exhaustive des localités de pêches (la coloration, notamment, peut varier du tout bleu à bleu à dorsale rouge à presque tout rouge ou orangé et rosé) :
- L. trewavasae "Boadzulu"[2],[3]
- L. trewavasae "Chirombo Point" - Nkhata Bay"[2],[3]
- L. trewavasae "Charo"[4],[3]
- L. trewavasae "Chimwalani Reef"[4],[3]
- L. trewavasae "Chinyankwazi"[4],[3]
- L. trewavasae "Chirwa Island"[4],[3]
- L. trewavasae "Chitande Island"[4],[3]
- L. trewavasae "Chesese"[5],[3]
- L. trewavasae "Chidunga Rocks"[5],[4],[3]
- L. trewavasae "Chiloelo"[5],[4],[3]
- L. trewavasae "Chilumba"[5],[4],[3]
- L. trewavasae "Chinyamwezi Island"[5],[4],[3]
- L. trewavasae "Chiofu"[5],[4],[3]
- L. trewavasae "Gome"[5],[3]
- L. trewavasae "Higga Reef"[5],[4],[3]
- L. trewavasae "Hora Mhango"[5],[3]
- L. trewavasae "Katale Reef"[4],[3]
- L. trewavasae "Katale Island"[5],[3]
- L. trewavasae "Lumbaulo"[5],[3]
- L. trewavasae "Lion's Cove" - "Chitande"[2],[5],[4],[3]
- L. trewavasae "Maison Reef"[5],[3]
- L. trewavasae "Manda"[5],[4],[3]
- L. trewavasae "Mara Rocke" - (Tanzanie)[5],[4],[3]
- L. trewavasae "Metangula"[5],[3]
- L. trewavasae "Minos Reef"[5],[4],[3]
- L. trewavasae "Mumbo"[2],[3]
- L. trewavasae "Maleri Island"[2],[5],[4],[3]
- L. trewavasae "Masinje Rocks"[2],[5],[4],[3]
- L. trewavasae "Nankoma"[2],[3]
- L. trewavasae "Namalenje Islands"[2],[5],[3]
- L. trewavasae "Nkhata Bay"[5],[4],[3]
- L. trewavasae "Nkolongwe"[5],[4],[3]
- L. trewavasae "Nakantenga Island"[2],[5],[3]
- L. trewavasae "Nkhungu Point"[5],[3]
- L. trewavasae "Ntekete"[5],[3]
- L. trewavasae "Nakantenga Island"[4],[3]
- L. trewavasae "Sambia Reef"[5],[4],[3]
- L. trewavasae "Taiwan Reef"[5],[3]
- L. trewavasae "Thundu"[5],[4],[3]
- L. trewavasae "Thumbi Point"[5],[3]
- L. trewavasae "Thumbi West"[2],[5],[4],[3]
- L. trewavasae "Zimbawe Rock"[2],[5],[4],[3]

## Classification
Le nom valide complet (avec auteur) de ce taxon est Labeotropheus trewavasae Fryer (d), 1956.

## Étymologie
Son épithète spécifique, trewavasae, lui a été donnée en l'honneur de l'ichtyologiste anglaise Ethelwynn Trewavas (1900–1993), entre autres pour l'intérêt qu'elle a porté aux travaux de l'auteur, Geoffrey Fryer (d)

## Publication originale
- (en) G. Fryer, « A new species of Labeotropheus from Lake Nyasa, with a redescription of Labeotropheus fuelleborni Ahl, and some notes on the genus Labeotropheus (Pisces: Cichlidae) », Revue de Zoologie et de Botanique Africaines, Belgique, vol. 54, nos 3-4,‎ 29 décembre 1956, p. 280-289 (ISSN 0035-1814).